# Canton de Compiègne-1
Le canton de Compiègne-1 est une circonscription électorale française située dans le département de l'Oise et la région Hauts-de-France.

## Histoire
Un nouveau découpage territorial de l'Oise entre en vigueur à l'occasion des élections départementales de 2015. Il est défini par le décret du 20 février 2014, en application des lois du 17 mai 2013 (loi organique 2013-402 et loi 2013-403). Les conseillers départementaux sont, à compter de ces élections, élus au scrutin majoritaire binominal mixte. Les électeurs de chaque canton élisent au Conseil départemental, nouvelle appellation du Conseil général, deux membres de sexe différent, qui se présentent en binôme de candidats. Les conseillers départementaux sont élus pour 6 ans au scrutin binominal majoritaire à deux tours, l'accès au second tour nécessitant 12,5 % des inscrits au 1er tour. En outre la totalité des conseillers départementaux est renouvelée. Ce nouveau mode de scrutin nécessite un redécoupage des cantons dont le nombre est divisé par deux avec arrondi à l'unité impaire supérieure si ce nombre n'est pas entier impair, assorti de conditions de seuils minimaux. Dans l'Oise, le nombre de cantons passe ainsi de 41 à 21.
Le canton de Compiègne-1 est créé par ce décret. Il est formé d'une fraction de Compiègne et de communes des anciens cantons d'Attichy (14 communes) et de Compiègne-Nord (5 communes). Il est entièrement inclus dans l'arrondissement de Compiègne. Le bureau centralisateur est situé à Compiègne.

## Représentation
| Période élective | Période élective | Mandat | Mandat   | Identité         | Nuance | Nuance | Qualité |
| ---------------- | ---------------- | ------ | -------- | ---------------- | ------ | ------ | --- |
| 2015             | 2021             | 2015   | 2021     | Danielle Carlier |        | LR     | Adjointe au Maire d'Attichy Ancienne assistante parlementaire Ancienne suppléante du député Lucien Degauchy                                                                |
| 2015             | 2021             | 2015   | 2021     | Éric de Valroger |        | LR     | Magistrat de l'ordre judiciaire à Meaux Adjoint au maire de Compiègne Ancien conseiller général du Canton de Compiègne-Nord (2002-2015) Vice-président chargé des finances |
| 2021             | 2028             | 2021   | en cours | Danielle Carlier |        | LR     | Conseillère sortante, suppléante du député Pierre Vatin |
| 2021             | 2028             | 2021   | en cours | Éric de Valroger |        | LR     | Conseiller sortant, Délégué, chargé des grands projets |

### Résultats détaillés

#### Élections de mars 2015
À l'issue du 1er tour des élections départementales de 2015, deux binômes sont en ballottage : Danielle Carlier et Éric de Valroger (Union de la Droite, 41,88 %) et Didier Fourot et Christiane Nigay (FN, 28,92 %). Le taux de participation est de 50,35 % (14 120 votants sur 28 041 inscrits) contre 51,32 % au niveau départemental et 50,17 % au niveau national.
Au second tour, Danielle Carlier et Éric de Valroger (Union de la Droite) sont élus avec 67,74 % des suffrages exprimés et un taux de participation de 50,1 % (8 768 voix pour 14 049 votants et 28 043 inscrits).
| Candidats   | Candidats        | Partis      | Partis      | Premier tour | Premier tour | Second tour | Second tour |
| Candidats   | Candidats        | Partis      | Partis      | Voix         | %            | Voix        | %           |
| ----------- | ---------------- | ----------- | ----------- | ------------ | ------------ | ----------- | ----------- |
| 1           | Danielle Carlier |             | DVD         | 5 712        | 41,88        | 8 768       | 67,74       |
| 1           | Éric de Valroger |             | UMP         | 5 712        | 41,88        | 8 768       | 67,74       |
| 2           | Didier Fourot    |             | FN          | 3 944        | 28,92        | 4 175       | 32,26       |
| 2           | Christiane Nigay |             | FN          | 3 944        | 28,92        | 4 175       | 32,26       |
| 3           | Xavier Gérard    |             | PS          | 1 970        | 14,44        |             |             |
| 3           | Dilvin Yuksel    |             | PS          | 1 970        | 14,44        |             |             |
| 4           | Patrice Ellero   |             | SE          | 550          | 4,03         |             |             |
| 4           | Corinne Tournoux |             | SE          | 550          | 4,03         |             |             |
| 5           | Élisabeth Fedasz |             | FG          | 1 463        | 10,73        |             |             |
| 5           | Bruno Guillemin  |             | FG          | 1 463        | 10,73        |             |             |
|             |                  |             |             |              |              |             |             |
| Inscrits    | Inscrits         | Inscrits    | Inscrits    | 28 041       | 100,00       | 28 043      | 100,00      |
| Abstentions | Abstentions      | Abstentions | Abstentions | 13 921       | 49,65        | 13 994      | 49,9        |
| Votants     | Votants          | Votants     | Votants     | 14 120       | 50,35        | 14 049      | 50,1        |
| Blancs      | Blancs           | Blancs      | Blancs      | 370          | 2,62         | 792         | 5,64        |
| Nuls        | Nuls             | Nuls        | Nuls        | 111          | 0,79         | 314         | 2,24        |
| Exprimés    | Exprimés         | Exprimés    | Exprimés    | 13 639       | 96,59        | 12 943      | 92,13       |

#### Élections de juin 2021
Le premier tour des élections départementales de 2021 est marqué par un très faible taux de participation (33,26 % au niveau national). Dans le canton de Compiègne-1, ce taux de participation est de 35,59 % (9 849 votants sur 27 672 inscrits) contre 32,46 % au niveau départemental. À l'issue de ce premier tour, deux binômes sont en ballottage : Danielle Carlier et Éric de Valroger (LR, 46,3 %) et Michel Jeannerot et Paule Sesboüé (binôme écologiste, 20,41 %). 
Le second tour des élections est marqué une nouvelle fois par une abstention massive équivalente au premier tour. Les taux de participation sont de 34,36 % au niveau national, 32,8 % dans le département et 35,29 % dans le canton de Compiègne-1. Danielle Carlier et Éric de Valroger (LR) sont élus avec 71,81 % des suffrages exprimés (6 553 voix pour 9 778 votants et 27 704 inscrits),,.
| Candidats                    | Partis                   | Partis                   | Premier tour | Premier tour | Second tour | Second tour |
| Candidats                    | Partis                   | Partis                   | Voix         | %            | Voix        | %           |
| ---------------------------- | ------------------------ | ------------------------ | ------------ | ------------ | ----------- | ----------- |
| Danielle Carlier             |                          | DVD                      | 4 415        | 46,30        | 6 553       | 71,81       |
| Éric de Valroger             |                          | LR                       | 4 415        | 46,30        | 6 553       | 71,81       |
| Michel Jeannerot             |                          | EÉLV                     | 1 946        | 20,41        | 2 572       | 28,19       |
| Paule Sesboue                |                          | EÉLV                     | 1 946        | 20,41        | 2 572       | 28,19       |
| Audrey Havez                 |                          | RN                       | 1 838        | 19,28        |             |             |
| François Gachignard          |                          | RN                       | 1 838        | 19,28        |             |             |
| Étienne Diot                 |                          | DVD                      | 1 336        | 14,01        |             |             |
| Emmanuelle Guillaume-Monnery |                          | DVC                      | 1 336        | 14,01        |             |             |
|                              |                          |                          |              |              |             |             |
| Suffrages exprimés           | Suffrages exprimés       | Suffrages exprimés       | 9 535        | 96,81 %      | 9 125       | 93,32 %     |
| Votes blancs                 | Votes blancs             | Votes blancs             | 203          | 2,03 %       | 446         | 4,56 %      |
| Votes nuls                   | Votes nuls               | Votes nuls               | 111          | 1,13 %       | 207         | 2,12 %      |
| Total                        | Total                    | Total                    | 9 849        | 100 %        | 9 778       | 100 %       |
| Abstention                   | Abstention               | Abstention               | 17 823       | 64,41 %      | 17 926      | 64,71 %     |
| Inscrits / participation     | Inscrits / participation | Inscrits / participation | 27 672       | 35,59 %      | 27 704      | 35,29 %     |

## Composition
| Nom                               | Code Insee | Intercommunalité                                                  | Superficie (km2) | Population (dernière pop. légale)                | Densité (hab./km2) | Modifier                                    |
| --------------------------------- | ---------- | ----------------------------------------------------------------- | ---------------- | ------------------------------------------------ | ------------------ | ------------------------------------------- |
| Compiègne (bureau centralisateur) | 60159      | CA Agglomération de la Région de Compiègne et de la Basse Automne | 53,10            | Fraction : 15 565 (2022) Commune : 40 808 (2022) | 769                | modifier les données · modifier les données |
| Attichy                           | 60025      | CC des Lisières de l'Oise                                         | 14,74            | 1 855 (2022)                                     | 126                | modifier les données · modifier les données |
| Autrêches                         | 60032      | CC des Lisières de l'Oise                                         | 13,03            | 725 (2022)                                       | 56                 | modifier les données · modifier les données |
| Berneuil-sur-Aisne                | 60064      | CC des Lisières de l'Oise                                         | 10,61            | 937 (2022)                                       | 88                 | modifier les données · modifier les données |
| Bienville                         | 60070      | CA Agglomération de la Région de Compiègne et de la Basse Automne | 3,51             | 489 (2022)                                       | 139                | modifier les données · modifier les données |
| Bitry                             | 60072      | CC des Lisières de l'Oise                                         | 6,61             | 309 (2022)                                       | 47                 | modifier les données · modifier les données |
| Choisy-au-Bac                     | 60151      | CA Agglomération de la Région de Compiègne et de la Basse Automne | 15,86            | 3 386 (2022)                                     | 213                | modifier les données · modifier les données |
| Clairoix                          | 60156      | CA Agglomération de la Région de Compiègne et de la Basse Automne | 4,70             | 2 220 (2022)                                     | 472                | modifier les données · modifier les données |
| Couloisy                          | 60167      | CC des Lisières de l'Oise                                         | 3,74             | 592 (2022)                                       | 158                | modifier les données · modifier les données |
| Courtieux                         | 60171      | CC des Lisières de l'Oise                                         | 2,62             | 174 (2022)                                       | 66                 | modifier les données · modifier les données |
| Janville                          | 60323      | CA Agglomération de la Région de Compiègne et de la Basse Automne | 0,94             | 635 (2022)                                       | 676                | modifier les données · modifier les données |
| Jaulzy                            | 60324      | CC des Lisières de l'Oise                                         | 7,26             | 858 (2022)                                       | 118                | modifier les données · modifier les données |
| Margny-lès-Compiègne              | 60382      | CA Agglomération de la Région de Compiègne et de la Basse Automne | 6,66             | 8 700 (2022)                                     | 1 306              | modifier les données · modifier les données |
| Moulin-sous-Touvent               | 60438      | CC des Lisières de l'Oise                                         | 18,14            | 189 (2022)                                       | 10                 | modifier les données · modifier les données |
| Nampcel                           | 60445      | CC des Lisières de l'Oise                                         | 16,69            | 297 (2022)                                       | 18                 | modifier les données · modifier les données |
| Rethondes                         | 60534      | CC des Lisières de l'Oise                                         | 9,48             | 649 (2022)                                       | 68                 | modifier les données · modifier les données |
| Saint-Crépin-aux-Bois             | 60569      | CC des Lisières de l'Oise                                         | 16,30            | 175 (2022)                                       | 11                 | modifier les données · modifier les données |
| Saint-Pierre-lès-Bitry            | 60593      | CC des Lisières de l'Oise                                         | 3,42             | 147 (2022)                                       | 43                 | modifier les données · modifier les données |
| Tracy-le-Mont                     | 60641      | CC des Lisières de l'Oise                                         | 18,57            | 1 701 (2022)                                     | 92                 | modifier les données · modifier les données |
| Trosly-Breuil                     | 60647      | CC des Lisières de l'Oise                                         | 10,98            | 2 024 (2022)                                     | 184                | modifier les données · modifier les données |
| Canton de Compiègne-1             | 6006       |                                                                   |                  | 41 627 (2022)                                    |                    | modifier les données                        |

Le canton de Compiègne-1 comprend :
1. dix-neuf communes,
2. la partie de la commune de Compiègne située au nord d'une ligne définie par l'axe des voies et limites suivantes : depuis la limite territoriale de la commune de Vieux-Moulin, route départementale 973, avenue du 1er-Septembre boulevard des États-Unis, boulevard Gambetta, jusqu'à l'Oise.

## Démographie
En 2022, le canton comptait 41 627 habitants, en évolution de +0,65 % par rapport à 2016 (Oise : +0,87 %, France hors Mayotte : +2,11 %).
| 2013   | 2018   | 2022   |
| ------ | ------ | ------ |
| 41 494 | 41 715 | 41 627 |